# Tokyo ’96
Tokyo ’96 ist ein Jazzalbum des Keith Jarrett Trio mit Gary Peacock und Jack DeJohnette. Die Aufnahmen entstanden bei einem Auftritt in der Orchard Hall in Tokyo am 30. März 1996 und wurden zwei Jahre später bei ECM Records veröffentlicht, als Keith Jarrett am Chronischen Fatigue-Syndrom erkrankte.

## Hintergrund
Jarrett arbeitete in den 1990er-Jahren regelmäßig mit seinem „Working Trio“; so nahmen die Musiker in diesem Jahrzehnt die Alben The Cure, Bye Bye Blackbird und den 1994 entstandene Mitschnitt At the Blue Note – The Complete Recordings auf. Die Ausnahme war At the Deer Head Inn, aufgenommen 1992; dort kam für DeJohnette Paul Motian ins Trio. Tokyo ’96 war die letzte Veröffentlichung Jarretts vor seinem krankheitsbedingten Rückzug Ende der 1990er-Jahre, ein Zeitraum, der mit erneuten Auftritten Jarretts mit seinem Trio im November 1998 After the Fall (erschienen 2018) und dem Solo-Album The Melody at Night, with You 1999 endete.

## Titelliste
- Keith Jarrett / Gary Peacock / Jack DeJohnette: Tokyo '96 (ECM Records ECM 1666, ECM Records 539 955-2)[2]
  1. It Could Happen to You (Jimmy Van Heusen / Johnny Burke), 11:39
  2. Never Let Me Go (Jay Livingston / Ray Evans), 6:45
  3. Billie’s Bounce (Charlie Parker), 8:07
  4. Summer Night (Al Dubin, Harry Warren), 7:38
  5. I’ll Remember April (Don Raye, Gene De Paul, Patricia Johnston), 10:20
  6. Mona Lisa (Jay Livingston / Ray Evans), 3:02
  7. Autumn Leaves (Jacques Prévert, Joseph Kosma), 7:44
  8. Last Night When We Were Young (E. Y. Harburg, Harold Arlen) / Caribbean Sky (Jarrett), 9:34
  9. John’s Abbey (Bud Powell), 5:50
  10. My Funny Valentine (Rodgers & Hart) / Song (Jarrett), 7:16

## Rezeption
Richard S. Ginell verlieh dem Album in AllMusic 4½ Sterne und schrieb: „Das Standard-Trio wird seiner beeindruckenden Erfolgsbilanz in Bezug auf Konsistenz und noch viel mehr gerecht. Jarrett und die mehrjährigen Kohorten Gary Peacock und Jack DeJohnette sind, wenn überhaupt, noch schärfer, swingen härter und besser aufeinander abgestimmt als je zuvor.“
Bill Bennett schrieb in JazzTimes (1999), „Jarretts Klaviertechnik bleibt bemerkenswert, mit einer subtilen Note, die flüssige Phrasierung unterstützt, und einer Konzeption, die weit über Taktlinien und andere Konventionen hinausreicht.“ Es sei auch interessant zu hören, wie Konzepte auf seine äußerst erfolgreichen Solokonzerte zurückgehen, die im Trio mehr Tiefe und Kontext finden. „Die Beiträge von Bassist Peacock sind wunderschön ausgewogen, füllen den Zeitfluss des Trios aus und bilden durch seinen zielsicheren melodischen Ansatz Harmonien ab. DeJohnette, der Schlagzeuger, treibt auch die Melodie an und wiederholt oft Figuren, um einen berauschenden Groove zu bilden.“
Richard Cook und Brian Morton, die das Album mit drei (von vier) Sternen bewerteten, notierten: „Die Geschichte geht weiter, unerschütterlich, unglaublich nachsichtig und selbstlos brillant. Es gibt dort Momente puren Genies, wie die winzigen Höhen auf ‚Autumn Leaves‘ oder den Bass-Vamp, der ‚My Funny Valentine‘ untermauert, aber der Gesamteindruck ist von zurückhaltender Vorhersehbarkeit.“
Thomas Fitterling urteilte hingegen in seiner Besprechung für das Musikmagazin Rondo: „Das Trio wirkt außerordentlich frei, ungeheuer konzentriert ist die Wahl der Mittel. Die Suche kann sich stets im beglückenden Finden feiern.“ Ähnlich meinte auch Ralf Dombrowski in der Jazzzeitung, dass Jarrett „für die traditionsverliebten Japaner … ein fröhliches Paket an Standards zusammengestellt“ und mit den Mitgliedern seines Trios zum Besten gegeben hätte: „Beinahe 80 Minuten zeigen sie sich von ihrer gelösten Seite, musizieren und kommunizieren, scherzen und schwadronieren durch ein Panoptikum der anspruchsvollen Leichtigkeit.“ Nach seiner Einschätzung könne „man nicht meckern, sondern sich nur freuen über das beste Album, das von Jarrett seit langem veröffentlicht wurde.“